# White power

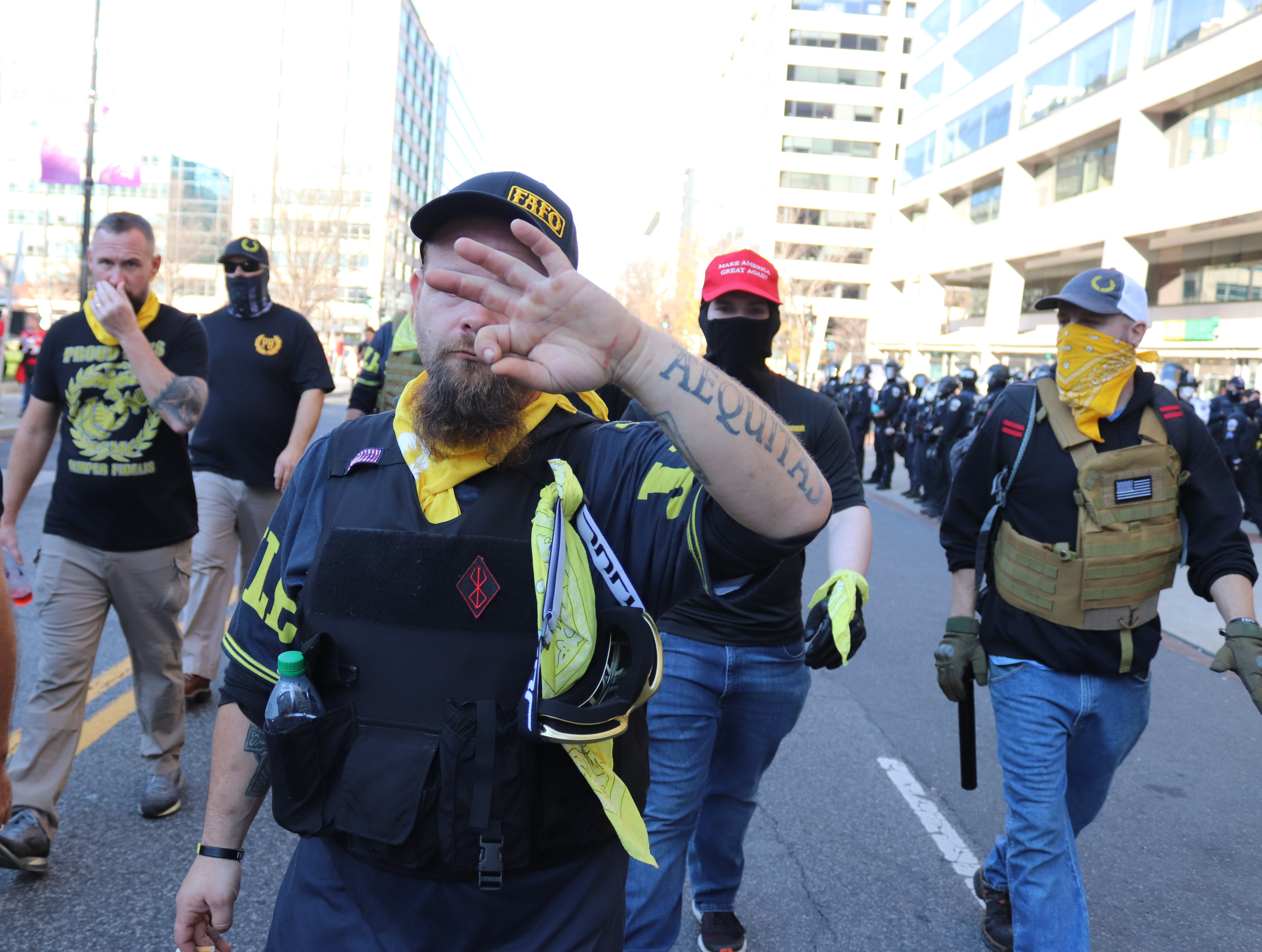
Жест «WP», протест «Proud Boys» в Вашингтоне, округ Колумбия, 2020

«White power» (с англ. — «белая сила») — движение «белых» расистов, объединяющее белых сепаратистов, сторонников превосходства «белой расы», белых националистов. Основными группировками в составе движения являются Ку-клукс-клан, национал-социалисты и НС-скинхеды. Члены движения обычно считают, что «белая раса» теряет или потеряла свое доминирующее положение в американском обществе и мире в целом. На своих митингах они часто используют лозунги «White Power», «White Pride», призывая вернуть «белым» их прежнее влияние.
«White Power» (WP) служит одним из важных символов скинхедов; может использоваться как знак на одежде.
Термины, применяемые к участникам движения («белые» сепаратисты, сторонники превосходства «белой расы», «белые» националисты, «белые» расисты) имеют между собой лишь тонкие различия. Многочисленные идеологические разногласия и разногласия в рамках движения затрудняют обобщение. Бетти Добрац и Стефани Шэнкс-Мейл отмечали, что некоторые исследователи ставят вопрос, является ли «White power» социальным движением или просто совокупностью различных раздробленных групп с конкретным направлением, руководством и ресурсами.
По данным Антидиффамационной лиги, американская версия неонацистского движения была создана Джорджом Линкольном Рокуэллом в 1958 году, когда он основал Американскую нацистскую партию, которая позже стала Национал-социалистической партией белых людей. Современные национал-социалистические организации в Соединённых Штатах в разной степени поддерживают политику Гитлера и Третьего рейха и часто отмечают день рождения Гитлера 20 апреля. Другие участники движения подвергают сомнению такую поддержку и критикуют тех, кто использует свастику на митингах.
Сторонники движения также разделены по своим религиозным убеждениям. Некоторые утверждают, что религия — это личное дело каждого и/или «моя раса — это моя религия». Многие поддерживают христианскую идентичность, другие — «Всемирную церковь Создателя»; растет число расовых неоязычников, включая одинистов и вотанистов, связанных с оккультизмом. Исследователи описывают убеждения этих групп как антисемитские.
Сторонники движения «White power» изображают евреев иначе, чем большинство других меньшинств, рассматривая их в качестве могущественных и грозных противников; евреи, занимающие ведущие должности в корпорациях, правительстве, индустрии развлечений, международной банковской системе и СМИ, часто изображаются как главные враги, которые вредят «белой расе». Сторонники движения часто используют аббревиатуру ZOG (Zionist Occupied Government) в отношении федерального правительства США. Другие участники движения признают, что «белые» занимают ведущие политические должности, и называют их «предателями расы», поскольку они не продвигают интересы «белой расы». Некоторые из «White power» стремятся «разбудить» «белых», чтобы те смогли развить расовое сознание и идентичность.
Религиовед Маттиас Гарделл писал, что многие организации в составе движения верят в существование масштабного еврейского заговора, созданного с целью править миром и считают, что мысли и действия каждого еврея по своей природе синхронизированы и нацелены на уничтожение «арийской расы» для обеспечения еврейского мирового господства. Члены движения «White power» обычно поддерживают многие распространённые стереотипов относительно евреев, изображая их в виде жадных, нечестных, тщеславных и настойчивых, организующих кланы и жаждущих власти. Некоторые, однако, одобрительно высказываются в отношении евреев за сохранение ими своей идентичности и создание «сепаратистского» государства (Израиля). Движение «White power» имеет тенденцию продвигать взгляды, связанные с ревизионизмом Холокоста. Они используют термин «Holohoax». Многие участники движения высказывают сомнения, что во время Холокоста действительно погибло шесть миллионов евреев. Другие относятся к Холокосту с одобрением; участники движения могут высказывать разочарование тем, что Гитлер истребил евреев не полностью.
Хотя евреи, как правило, отвергают цели «белых» сепаратистов, политолог Кэрол Суэйн отмечала, что некоторые евреи разделяют ряд убеждений «белых» националистов. Она приписала это их реакции на позитивную дискриминацию и другие аспекты расовой политики, презрению к афроамериканцам и снижению антисемитизма среди более широких слоёв американского населения.
К концу 1950-х годов неонацизм в первую очередь был обусловлен «белой» оппозицией предоставлению гражданских прав чернокожим, расовой интеграции, и позитивной дискриминации. Аналогичным образом, британские неонацистские группы возникли как ответ на быстрорастущую цветную иммиграцию с конца 1950-х годов. Американский неонацистский лозунг «White Power» сопоставим с призывом «сохранить Британию белой» («keep Britain white»).
Неприятие мигрантов местными малообеспеченными группы порождает новую политику белой идентичности, которая находит выражение в музыке «White power», представленной такими группами как Bound for Glory, Skullhead, Svastika, Battle Zone, Violent Storm, Celtic Warrior и др., которые регулярно гастролируют по Европе. Музыка «White power», как и движение скинхедов, берёт своё начало в Британии, где городские молодежные банды были в моде с 1950-х годов. Один из лидеров американских неонацистов Уильям Пирс рассматривал музыку «White power» как мощный элемент своей кампании по влиянию на молодое поколение тех, кто выступал против мультирасиализма.
Банды скинхедов, группы white power и black metal представляют собой в основном молодёжный феномен, в котором доминируют молодые мужчины в возрасте от пятнадцати до тридцати лет. Эти социальные группы известны своей нестабильностью, они постоянно формируются, распадаются и переформировываются. Их рост и развитие во многом определяют сильное лидерство, личные столкновения и оппортунистические союзы.
С октября 1974 года радикальная группа «Национальное демократическое движение за свободу» (NDFM), созданное британским неонацистом Дэвидом Мьяттом, недолгое время выпускала ежемесячный бюллетень «British News» под подзаголовками «For Race and Nation» («За расу и нацию») and «The Newspaper of White Power». Его пропаганда была агрессивно расистской и антисемитской, а члены NDFM участвовали в серии жестоких нападений на цветных и левых.
В 2006—2008 годах действовал интернет-портал NS/WP (National Socialism/White Power), в частности, размещавшим видеоролики, демонстрирующие избиения и убийства.